# Országh Kristóf
Guti Országh Kristóf (1535 – Csejte, 1567. október 19.), Nógrád vármegye főispánja, pohárnokmester (pincenarius), 1567-től országbíró, nagybirtokos, családjának utolsó férfi tagja.

## Élete
Apja Országh László, édesanyja Pekry Anna volt. Testvérei: Országh Ilona (Perényi Gábor felesége 1537–69) Országh Borbála (Enyingi Török Ferenc felesége) Féltestvérei Losonczy Fruzsina (Báthori Miklós felesége) és Losonci Anna (Ungnád Kristóf felesége), Balassa Bálint költőnk szerelme. Kristóf korán elvesztette édesapját. Anyja 1544 körül férjhez ment Losonci Istvánhoz, nógrádi főispán, temesvári várkapitányhoz. Négy évig gyámja és mostohaapja lett Kristófnak, és gondozta örökségét, az óriási Országh-birtokot. Kristóf 1548-ban érte el az akkori jogszokásoknak megfelelő nagykorúságot, s vált birtokai teljes jogú tulajdonosává.
Ekkor apai nagynénje Bánffy Istvánné Országh Magdolna örökösödési pert indított Kristóf ellen  vagyon felosztásáért. A részét követelte azon javakból, melyek mindkét nemre harmadolandók voltak, amelyek pedig fiágon voltak örökölhetőek, azokból a leányi negyedet (puellaris quartalitia), az anyai ágon volt jegyajándékot, s a hozományt (res parapernalis) kívánta kiadatni. Az így peressé vált birtokok között szerepel Sirok is.
A per 1560-ban dőlt el Bánffyné javára, amikor is Kristóf ellenszegült a végrehajtásnak, melyet később kiegyezéssel fejeztek be, mégpedig úgy, hogy Bánffy Istvánné, anyja hozománya fejében, s perköltségként 14 ezer forintot, valamint Pozsony vármegyében Zámolyán várát 200 jobbággyal kapta Országh Kristóftól.
A kiegyezést maga Kristóf kezdeményezte, főleg azért hogy birtokviszonyai rendezve, intézkedési joga a jövőben biztosítva legyen.
1563-ban Csejte várát kivéve, amely birtokai központja volt, összes javaira nézve királyi belelegyezéssel szabad rendelkezési jogot szerzett magának.
Országh Kristóf mostohaapja, Losonczy István Temesvár feladását követően Ahmed pasa parancsára történt tragikus lefejeztetése után a várbirtokokkal együtt örökölte a nógrádi főispánságot is.
1549 és 1552 között Heves vármegye legnagyobb birtokosa Országh Kristóf, akinek hét felvidéki vármegyében tíz várhoz 147 községben 476 628 kataszteri holdnyi birtoka volt.
Hevesben 22 jobbágyfalu ezekben 214 jobbágyporta szolgált neki.
Bár Kristófnak mint nógrádi főispánnak, pohárnokmesternek (pincenarius) és később 1567 júliusától országbírónak székhelye Csejte várában volt, mégis legkedvesebb tartózkodási helye, és Heves Megyei birtokközpontja Sirok vára.
Sirok várába hozta fiatal nejét Zrínyi Ilonát (1546. február 11. – 1585) is, akit 1560. január 7-én vett feleségül Csáktornyán.
Felesége a szigetvári hős Zrínyi Miklós lánya volt.

## A kortársak véleménye
Zrínyi többször is „kedves fiamnak” nevezte magánlevelezéseiben az ifjú és daliás Kristófot, ami ékes bizonyítéka annak, hogy mint huszárkapitány többször is kitüntetvén magát a török elleni harcokban, nagy megbecsülést szerzett apósa szemében.
1552-ben I. Ferdinánd király Itáliába küldte fia, Miksa kíséreteként.
1563-ban Miksa koronázásán 75 díszesen öltözött vitéz kíséretében vett részt, nagy feltűnést keltve ezzel a résztvevők körében. Ferdinánd király meglehetősen kedvelte Országh Kristófot. Sok kitüntetésben és adományban részesítette őt, s több levelet is intézett hozzá. Magánlevelezéseikből feltételezhetjük azt is, hogy Kristóf korának igen művelt arisztokratája volt, több nyelven beszélt és írt, remek politikai és hadászati érzéke volt. (Ferdinánd csak spanyolul beszélt, ezért Kristófnak a spanyol nyelv ismerete elengedhetetlen volt.)
Országh Kristóf vallását tekintve Kálvin elveit vallotta, bár még a király maga is többször felszólította hogy ne hagyja ott ősei hitét, de ő hajthatatlan volt. Forgách Ferenc nagyváradi püspök (1530–1577) emlékirataiban a végsőkig elmarasztalóan ír róla, ennek oka, hogy vallásbeli nézeteik szemben állottak egymással.

## A Siroki vár kiépítése
A 16. század közepe táján megnövekedett a Siroki vár katonai jelentősége a török veszély miatt. Az 1555. évi gönci részleges országgyűlés elrendelte végváraink megerősítését. Kristóf mint a vár tulajdonosa maradéktalanul eleget is tett a gönci határozatnak. 1561-ben renováltatta és korszerűsíttette a felső várat és kiépíttette az alsó várat. A század legmodernebbnek számító építési technikáját, az úgynevezett óolasz bástyát alkalmazta, amelyből hármat is emeltetett.
Ennek az építkezésnek az emlékére helyeztetette el azt a süttői vörös márvány emléktáblát az alsó vár lovaskapuja felett, amelyet még Bél Mátyás és Rómer Flóris is látott. Az ő jóvoltából ismerhetjük ennek az emléktáblának a szövegét, mert ez már napjainkban nem található.
MAGNIFICUS DOMINUS CRISTOPHORUS ORSZAGH DE GUTH CU.NEUGRAD. AC. S. CAES. MTTIS PINCERNA. 1561. (NAGYMÉLTÓSÁGÚ ÚR GUTi ORSZÁGH KRISTÓF NÓGRÁDI FŐISPÁN, A SZENT CSÁSZÁR ŐFELSÉGÉNEK POHÁRNOKMESTERE. 1561)
Országh Kristóf érdeme, hogy így megerősítvén a várat, Sirok is beépülhetett a végvári rendszerbe mint Cserép és Szarvaskő mellett Eger legerősebb elővára.
A falakon belül pedig több mint száz jól felszerelt lovaskatona kapott helyet.
Külön jelentős szerepe volt azért, mert a  török hódoltság peremvonalán állt, és közvetlen harcérintkezésben volt a törökkel. A Tarna völgyének kizárólag ez a vár biztosított védelmet. A vár Kristóf birtoklása idején élte fénykorát.

## Halála és utóélete
Ki tudja milyen szép jövő várt volna Országh Kristófra, ha 1567. október 19-én váratlanul bele nem hal „valamilyen” betegségbe. Alig múlt 32 éves. fiatalon özvegye – a kortársai által igen szépnek ismert –, Zrínyi Ilona szomorú hangon írogatta ismerőseinek és rokonainak a „temetőbe hívó leveleket”, melyekben szép magyarsággal írta meg: „Az Úristen mily nagy keserűséggel látogatta meg”. A temetése november 2-án volt Csejtén, abban az erődtemplomban amelynek az Országh család volt a patrónusa. Az ország színe-java ott volt, és mélyen gyászolta az ifjú hőst, a guti Országh család utolsó férfisarját.
Nevét viseli napjainkban Sirok község általános iskolája, amely az egyetlen ilyen nevű általános iskola Magyarországon.

## Zrínyi Ilona élete Kristóf halála után
Az özvegy mindenáron szerette volna megtartani Csejte várát, ahol oly szép napokat töltött daliás férjével. Reménye is lehetett erre, mert 16 ezer forintnyi zálogösszeg volt a Csejtei uradalomra írva. 1569-ben fordult I. Miksa királyhoz, s arra kérte őt, hogy még legalább négy évig Csejte várában maradhasson, s ne kelljen idegen fedél alá húzódnia. Még ebben az évben 1569-ben eljegyezte magát Balassa Istvánnal, Tapolcsány és Detrekő urával. A lakodalmat 1569. február 7-én tartották, Tapolcsányon. Nem tudjuk meddig tartott Zrínyi Ilona és Balassa István házassága, de 1579. november 8-án Balassa István már azt jelenti a királynak, hogy egy másik asszonyt vesz nőül.
Zrínyi Ilonát a szigetvári hős legidősebb lányát a római katolikus rítus szerint helyezték örök nyugalomra, fiával, Balassa Menyhérttel és lányával, Margittal.
Balassa István szép síremléket állíttatott nekik, amelynek megható felirata sajnos csak töredékeiben maradt ránk.